# Aquilino Pimentel jr.

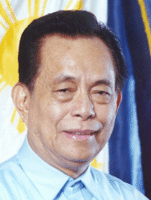
Aquilino Pimentel Jr.

Aquilino "Nene" Quilinging Pimentel jr. (Claveria, 11 december 1933 - Metro Manila, 20 oktober 2019) was een Filipijns politicus. Pimentel was minister van binnenlandse zaken en lokaal bestuur in de begin periode van de regering van president Corazon Aquino. Daarna werd hij tweemaal gekozen in het Filipijnse Senaat. In 2000 en 2001 was hij een half jaar lang voorzitter van het Senaat (Speaker of the Senate). Zijn tweede termijn als senator liep tot 30 juni 2010.
Pimentel was de president en oprichter van de PDP-Laban party.